# Johnny Arthur
Pour les articles homonymes, voir Arthur.
Johnny Arthur, né le 20 mai 1883 et mort le 31 décembre 1951, est un acteur américain de théâtre et de cinéma.

## Biographie
Né à  Scottdale (Pennsylvanie), Johnny a une expérience de 25 années de théâtre avant de se consacrer au cinéma en y faisant ses débuts en 1923. Il tient un des rôles principaux dans le film muet The Monster en 1925. A l'arrivée du cinéma parlant, il développe son image de personnage efeminé dans des films tels que  The Desert Song en 1929, She Couldn't Say No (1930), Penrod and Sam (1931) et The Ghost Walks (1934). Il portait de fines moustaches, parfois des lunettes et avait les cheveux soigneusement gominés. Avec l'arrivée du Code Hays au 1er juillet 1934, les personnages ouvertement homosexuels tels que Johhny Arthur ont été bannis d'Hollywood. Il passe le reste des années 1930 à jouer des personnages secondaires, aussi bien dans des productions à petits budgets que dans des grandes productions, telles que Crime and Punishment ou En route vers Singapour (Road to Singapore).
Il meurt à Woodland Hills (Los Angeles) en décembre 1951 et est enterré au Valhalla Memorial Park Cemetery.

## Filmographie

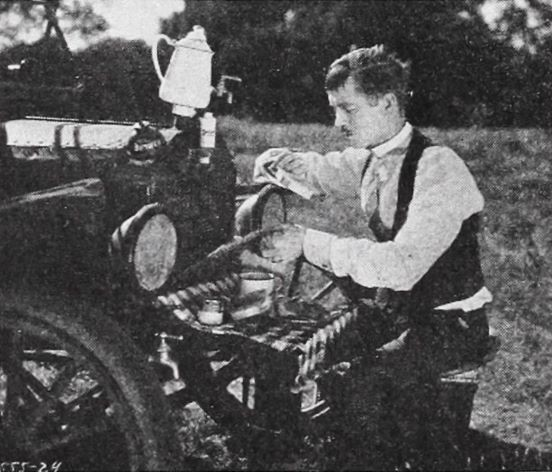
Johnny Arthur dans The Tourist (1925).

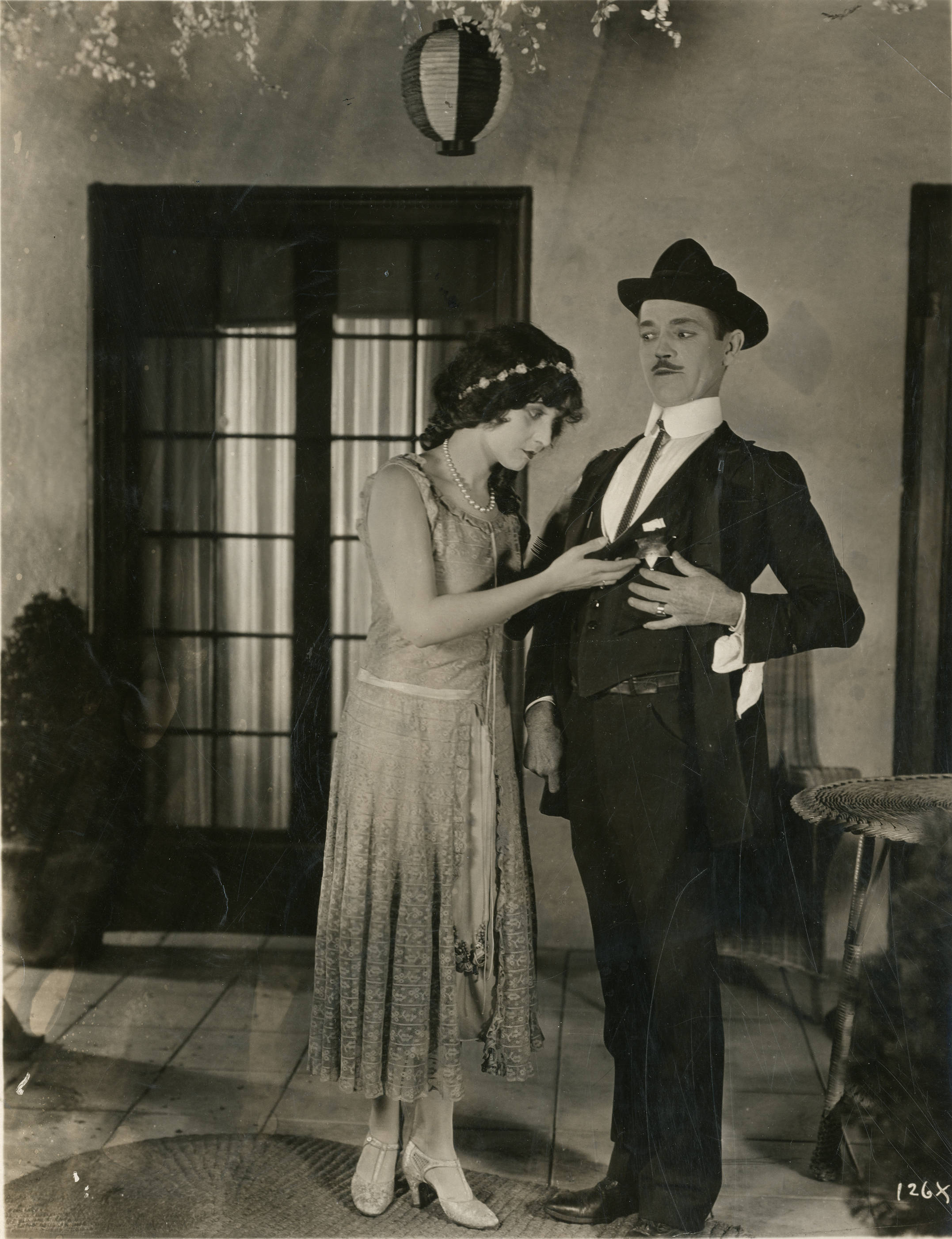
Gertrude Olmstead et Johnny Arthur dans The Monster (1925).

- 1923 : The Unknown Purple : Freddie Goodlittle
- 1924 : Mademoiselle Minuit (Mademoiselle Midnight)de Robert Z. Leonard : Carlos de Quiros
- 1924 : Daring Love
- 1925 : Le Monstre (The Monster) de Roland West : The Under Clerk
- 1925 : The Tourist
- 1925 : Cleaning Up : le mari
- 1926 : My Stars : Johnny
- 1926 : Home Cured : The Hypochondriac
- 1926 : Honest Injun : Johnny Peppercorn
- 1926 : Open House : Mr. Brown
- 1926 : The Humdinger : Johnny - the Small Town Boob
- 1926 : Close Shaves : The Barber
- 1927 : Wedding Yells : le Groom
- 1927 : The Draw-Back : Horace Hayseed
- 1927 : Her Husky Hero : The Henpecked Husband
- 1927 : Live News : The Young Reporter
- 1927 : Scared Silly
- 1928 : Wildcat Valley
- 1928 : Visitors Welcome : le mari
- 1928 : Blondes Beware
- 1928 : Wedded Blisters
- 1928 : En cour d'assises (On Trial) : Stanley Glover
- 1929 : The Eligible Mr. Bangs : Tom
- 1929 : Le Chant du désert (The Desert Song) : Benny Kidd
- 1929 : Hot Lemonade : The Lothario
- 1929 : The Gamblers : George Cowper
- 1929 : Lovers' Delight
- 1929 : Divorce Made Easy : Percy Deering
- 1929 : A Hint to Brides : The Newlywed Husband
- 1929 : Adam's Eve
- 1929 : The Show of Shows : Hero - Performer in 'The Pirate'
- 1929 : The Aviator : Hobart
- 1930 : Personality : Sandy Jenkins
- 1930 : She Couldn't Say No : Tommy Blake
- 1930 : Scrappily Married
- 1930 : Down with Husbands : Henry Sweet
- 1930 : Paper Hanging with Johnny Arthur : Johnny
- 1930 : Cheer Up and Smile : Andy
- 1930 : Going Wild : Simpkins
- 1931 : It's a Wise Child : Otho Peabody
- 1931 : Penrod and Sam : Mr. Bassett
- 1933 : Should Crooners Marry
- 1933 :  Easy Millions
- 1933 : Convention City : Leonard Travis
- 1934 : Registered Nurse : Ambulance Attendant
- 1934 : Twenty Million Sweethearts : Norma Hanson's Secretary
- 1934 : Many Happy Returns : Davis
- 1934 : Dames : Billings - Ounce's Secretary
- 1934 : The Ghost Walks : Homer Erskine
- 1934 : Hell in the Heavens : Clarence Perkins
- 1935 : Anniversary Trouble : John Spanky's Father
- 1935 : Femmes d'affaires (Traveling Saleslady) de Ray Enright : Melton
- 1935 : Doubting Thomas : Ralph Twiller
- 1935 : Here Comes the Band : Audience Member
- 1935 : It's in the Air : Jones, Photographe
- 1935 : Code secret : Code Room Clerk
- 1935 : Crime and Punishment : Clerk
- 1935 : Too Tough to Kill : Willie Dent
- 1935 : Je veux me marier (The Bride Comes Home) : Otto
- 1936 : The Murder of Dr. Harrigan : Mr. Wentworth
- 1936 : Freshman Love : Mr. Fields
- 1936 : All-American Toothache : Dental Professor
- 1936 : Sa Majesté est de sortie (The King Steps Out) : Chef de la police secrète
- 1936 : Mon ex-femme détective (The Ex-Mrs. Bradford) de Stephen Roberts : Mr. Frankenstein, Process Server
- 1936 : Stage Struck : Oscar Freud
- 1936 : Our Relations : Denker's Beer Garden / Nightclub Customer
- 1936 : Ellis Island : Kip Andrews
- 1937 : Under Cover of Night : Dr. Busby - Coroner
- 1937 : The Hit Parade : Success-Story Teller
- 1937 : It Happened Out West : Thad Crookshank
- 1937 : Pick a Star : Newlywed
- 1937 : Night 'n' Gales : Arthur Hood, Darla's father
- 1937 : Make a Wish: Antoine
- 1937 : Fit for a King d'Edward Sedgwick : Plotter
- 1937 : Something to Sing About : Mr. Daviani
- 1937 : Blossoms on Broadway : P.J. Quinterfield Jr.
- 1937 : Amateur Crook : Pedestrian
- 1937 : Every Day's a Holiday : Bit Part
- 1937 : Exiled to Shanghai : Poppolas
- 1938 : Feed 'em and Weep : Johnny Hood, père de Darla
- 1938 : One Wild Night : Murgatroyd
- 1938 : Danger on the Air : Aiken
- 1938 : Half-way to Hollywood : Johnny
- 1938 : You Can't Take It with You : Kirby's Office Aide
- 1938 : Fugitives for a Night : Tootsies - Car Rental Man
- 1939 : Jeepers Creepers : Peabody
- 1940 : En route vers Singapour (Road to Singapore) : Timothy Willow
- 1940 : Scatterbrain
- 1940 : Li'l Abner :Montague
- 1941 : Road Show : Mr. N - Asylum Inmate
- 1941 : Tight Shoes : Chapel Manager
- 1941 : Mountain Moonlight : Holbrook
- 1941 : Always Tomorrow: The Portrait of an American Business : Larry Larabee
- 1942 : Shepherd of the Ozarks : Doolittle
- 1942 : A Desperate Chance for Ellery Queen : Riley - Reporter
- 1942 : Moonlight Masquerade : Minor Role
- 1943 : Henry Aldrich Gets Glamour : Hotchkiss
- 1943 : That Nazty Nuisance : Suki Yaki
- 1943 : The Masked Marvel : Mura Sakima
- 1944 : This Is the Life : Mr. Ferguson
- 1944 : Take It Big : Desk Clerk
- 1945 : It's in the Bag! : Finley
- 1945 : Follow That Woman : Jeweler
- 1947 : It Happened on 5th Avenue : Apartment Manager
- 1951 : I Want You